# Catedral de Sant Caprasius (Agen)
La catedral de Sant Caprasius o simplement catedral d'Agen és una catedral catòlica de l'estat francés construïda al s. XII com una església parroquial d'Agen, departament d'Òlt i Garona, a Nova Aquitània.
La catedral fou classificada com a monument històric en la llista de 1862. També és, des de 1998, un dels béns individuals inclosos en «Camins de Santiago de Compostel·la a França», inscrit en el Patrimoni de la Humanitat de la Unesco.
La construcció visible de la Seu d'Agen es remunta al s. XII, quan s'edificà com a col·legiata de cànons dedicada a Sant Caprasius, sobre els fonaments d'una basílica saquejada pels normands al 853, però després restaurada.
Danyada novament al desembre de 1561 durant les Guerres de Religió, dos anys després de la Revolució del 1789, l'església es reobrí al 1796 i fou elevada a catedral al 1801, per reemplaçar-ne l'antiga (de Saint Étienne), destruïda durant la Revolució, i esdevingué seu episcopal de la diòcesi.